# Comuna Kolciuhîne, Simferopol
Kolciuhîne (în ucraineană Кольчугине) este o comună în raionul Simferopol, Republica Autonomă Crimeea, Ucraina, formată din satele Kolciuhîne (reședința), Prudove și Rivnopillea.

## Demografie
Componența lingvistică a comunei Kolciuhîne
     Rusă (54,91%)
     Tătară crimeeană (28,93%)
     Ucraineană (15,01%)
     Alte limbi (0,58%)
Conform recensământului din 2001, majoritatea populației comunei Kolciuhîne era vorbitoare de rusă (54,91%), existând în minoritate și vorbitori de tătară crimeeană (28,93%) și ucraineană (15,01%).